# Tân Hợp, Mộc Châu
Tân Hợp là một xã thuộc huyện Mộc Châu, tỉnh Sơn La, Việt Nam.
Xã Tân Hợp có diện tích 95,28 km², dân số năm 1999 là 3.979 người, mật độ dân số đạt 42 người/km².